# رؤیای بلند
رؤیای بلند (به کره‌ای: 드림하이) نام مجموعهٔ تلویزیونی کره‌جنوبی با بازیگری به سوزی از میس ای ،کیم سو هیون ، اوک تکیون از توپی‌ام ،هام اون جونگ از تی آرا، جانگ وویونگ از توپی‌ام و آی‌یو است که در ۲۰۱۱ میلادی از شبکه کی‌بی‌اس۲ پخش شد. این درام در بین نوجوانان بسیار محبوب بود و در طول دو ماه از پخش آن، در بین بینندگان رتبه بین ۱۸٪ تا ۲۰٪ را به دست آورد. این سریال دارای یک قسمت ویژه هم بود که این قسمت در اول مارس ۲۰۱۱ و در روز بعد پخش آخرین قسمت سریال به نمایش گذاشته شد. این قسمت ویژه شامل اجرای کنسرت ویژه دریم‌های توسط بازیگران این درام روی صحنهٔ نمایش در نزدیکی سئول بود. سرانجام رؤیای بلند۲ یک سال بعد با بازیگران دیگری پخش شد.

## خلاصه داستان
گو هه می (به سوزی) دختری است که در رشته موسیقی کلاسیک تحصیل می‌کند او همیشه می‌خواست یک خواننده اپرا بشود اما درنهایت مجبور می‌شود برای پرداخت بدهی‌های پدرش، هدف اصلی زندگیش را به سمت خواننده پاپ شدن تغییر بدهد و به مدرسه موسیقی کیرین برود او برای ورود به دبیرستان باید سونگ سم دونگ (کیم سو هیون) و جین گوک (اوک تکیون) را راضی کند که به دبیرستان کیرین بیایند. سونگ سم دونگ یک پسر روستایی ساده و خنگ است که اعجوبهٔ موسیقی است و در یک روستای دور افتاده زندگی می‌کند و جین گوک پسری است که اصلاً رابطه خوبی با پدر سیاستمدارش ندارد، پدری که جین گوک را به عنوان پسرش تصدیق نکرده و بقیه از وجودش بی‌خبر هستند. این سریال بسیار زیبا، داستان شش دانشجوی موسیقی مدرسه کیرین را به نمایش می‌گذارد که در جهت ستاره شدن تلاش می‌کنند و با وقایع مختلفی روبرو می‌شوند.

## بازیگران

### اصلی
- به سوزی در نقش گو هه می
  - لی جو یون در نقش جوانی گو هه می (قسمت۵٬۲)
- کیم سو هیون در نقش سونگ سم دونگ
- اوک تکیون در نقش جین گوک
  - کانگ یی سوک در نقش جوانی جین گوک (قسمت۱۰٬۵٬۲)
- هام اون جونگ در نقش یون بک هی
- وویونگ در نقش جیسون
- آی یو در نقش کیم پیل سوک

### سایر بازیگران
- آن گیل کانگ در نقش ما دوشیک
- آن سان یونگ در نقش کانگ اوه سان (خواهر بزرگتر کانگ اوهیوک)
- آن سئو هیون در نقش گو هه سونگ (خواهر کوچکتر گو هه می)
- پارک اون بین در نقش ۱۶ سالگی گو هه سونگ (قسمت۱۶)
- لی هه سوک در نقش سونگ نام بون (مادر سونگ سم دونگ)
- چوی ایل هوا در نقش هیون موجین (پدر جین گوک)
- پارک هیوک کوان در نقش گو بیونگ جیک (پدر هه می)
- جانگ هی سو در نقش کانگ هی سون (مادر یون بک هی)
- پارک هوی سون در نقش هم اتاقی جین گوک (قسمت۵٬۲٬۱)

معلم‌های کیرین
- اوم کی جون در نقش کانگ اوهیوک
- لی یون جی در نقش شی کیونگ جی
- جی وای پارک در نقش یانگ جین من
- لی بیونگ جون در نقش مدیر اصلی شی بوم سو
- لی یون می در نقش میونگ سونگ هی
- بک وون کیل در نقش گونگ مین چول
- به یونگ جون در نقش رئیس دانشگاه جانگ‌ها میونگ (قسمت۴٬۱)
- جو یونگ هون در نقش معلم آهنگسازی (قسمت۱۱)

دانشجوهای کیرین
- جون آه مین در نقش جو این سونگ (دوست جین گوک)
- جو در نقش جانگ آه جانگ
- هان جیهو در نقش پارک دوجون
- یون ییونگ آه در نقش لی ری آه
- پارک جین سانگ در نقش جون تائه سان
- هان بو روم در نقش‌ها سو هیون

### بازیگران مهمان
- سومی جو در نقش سومی جو (قسمت۱)
- کیم هیون جونگ در نقش کیم هیون جونگ (قسمت۱)
- سونگ هی در نقش میزبان برنامه مستند (قسمت۳٬۲)
- جی بی (گات‌سون) در نقش رقصنده پشتیبان جیسون (قسمت ۳)
- یونگ کی (دی‌سیکس) در نقش رقصنده پشتیبان جیسون (قسمت ۳)
- شونو (مونستااکس) در نقش رقصنده پشتیبان جیسون (قسمت ۳)
- به نو ری در نقش دانشجوی کیرین هان سو ریم (قسمت۱۳٬۱۲٬۹٬۶)
- نیکهون (توپی‌ام) در نقش شریک لی ری آه در پیام بازرگانی (قسمت۸)
- دی جی کو در نقش دی جی کو (قسمت۱۰٬۹)
- چان سونگ (توپی‌ام) در نقش دوست پسر خیالی کانگ اوه سان (قسمت۱۲)
- لیتوک (سوپر جونیور) در نقش لیتیوک (قسمت۱۳)
- ایونهیوک (سوپر جونیور) در نقش ایونهیوک (قسمت۱۳)
- میس ای و تو ای ام در نقش گروه رقاص (قسمت۱۶)
- دال شابت در نقش دانشجوهای یون بک هی (قسمت۱۶)

## دریافت‌ها
- در ۵ اکتبر ۲۰۱۱، در مقاله روزانه ژاپنی سانکی اسپورتس گزارش داده شد که به رؤیای بلند جایزهٔ دسانگ و هالیو در اس‌کی‌وای‌پرفکت‌تی‌وی اهدا شده بود! این جوایز در توکیو داده شده بود.[۹]
- در ۲۴ اکتبر ۲۰۱۱، در پنجمین جشنواره بین‌المللی درام که در توکیو برگزار شد، به رؤیای بلند جایزهٔ ویژه درام خارجی اعطا شد.[۱۰]
- در تاریخ ۳۱ دسامبر ۲۰۱۱، رؤیای بلند برنده جوایز دراما کی‌بی‌اس شد: لی یون جی جایزهٔ بهترین بازیگر نقش مکمل زن، کیم سو هیون جایزهٔ محبوبیت و بهترین بازیگر نقش اول مرد، به سوزی جایزهٔ بهترین بازیگر نقش اول زن تازه‌کار و سو هیون و به سوزی جایزهٔ بهترین زوج را دریافت کردند.
- در ۱۰ مه ۲۰۱۲، در مراسم رز دی‌اور، مراسم جشنواره جهانی سرگرمی تلویزیونی که در لوسرن سوئیس برگزار شد، از رؤیای بلند تجلیل شد. این گروه برنده گلدن رز در رده جوانان شدند، رؤیای بلند اولین سریال کره ای بود که چنین جایزه‌ای را کسب کرد.[۱۱][۱۲]
- در ۷ مارس ۲۰۱۳، رؤیای بلند به انتخاب دانشجویان در فستیوال فیلیپین به عنوان بهترین اپرا سوپ خارجی در سال ۲۰۱۳ یواس‌تی‌وی مورد تقدیر قرار گرفت، این یک مراسم اعطای جایزهٔ سالانه است که برتری و ارزش‌های مسیحی را در برنامه‌ها و شخصیت‌های تلویزیونی فیلیپین به رسمیت می‌شناسد. این جوایز براساس نظرخواهی دانشجویان اولویت داده شده‌است که ارزش‌های کاتولیک رومی را شامل می‌شود.[۱۳][۱۴][۱۵]

## ریتینگ
در جدول زیر، اعداد قرمز نشان دهنده بالاترین رتبه‌بندی و اعداد آبی نشان دهنده پایین‌ترین رتبه‌بندی است.
| قسمت     | تاریخ پخش اصلی  | میانگین سهم مخاطب | میانگین سهم مخاطب | میانگین سهم مخاطب | میانگین سهم مخاطب |
| قسمت     | تاریخ پخش اصلی  | AGB Nielsen       | AGB Nielsen       | TNmS              | TNmS              |
| قسمت     | تاریخ پخش اصلی  | سراسر کشور        | سئول              | سراسر کشور        | سئول              |
| -------- | --------------- | ----------------- | ----------------- | ----------------- | ----------------- |
| ۱        | ۳ ژانویه، ۲۰۱۱  | ۱۰٫۷٪ (13th)      | ۱۱٫۲٪ (13th)      | ۱۱٫۳٪ (8th)       | ۱۴٫۲٪ (5th)       |
| ۲        | ۴ ژانویه، ۲۰۱۱  | ۱۰٫۸٪ (14th)      | ۱۱٫۴٪ (13th)      | ۱۱٫۵٪ (10th)      | ۱۳٫۹٪ (6th)       |
| ۳        | ۱۰ ژانویه، ۲۰۱۱ | ۱۳٫۱٪ (7th)       | ۱۳٫۳٪ (7th)       | ۱۱٫۷٪ (8th)       | ۱۳٫۸٪ (5th)       |
| ۴        | ۱۱ ژانویه، ۲۰۱۱ | ۱۳٫۸٪ (5th)       | ۱۴٫۳٪ (5th)       | ۱۳٫۴٪ (4th)       | ۱۵٫۴٪ (5th)       |
| ۵        | ۱۷ ژانویه، ۲۰۱۱ | ۱۵٫۵٪ (3rd)       | ۱۷٫۰٪ (4th)       | ۱۳٫۷٪ (3rd)       | ۱۵٫۸٪ (3rd)       |
| ۶        | ۱۸ ژانویه، ۲۰۱۱ | ۱۵٫۸٪ (4th)       | ۱۷٫۱٪ (4th)       | ۱۳٫۱٪ (4th)       | ۱۵٫۹٪ (4th)       |
| ۷        | ۲۴ ژانویه، ۲۰۱۱ | ۱۵٫۹٪ (3rd)       | ۱۷٫۲٪ (4th)       | ۱۵٫۳٪ (3rd)       | ۱۷٫۵٪ (3rd)       |
| ۸        | ۳۱ ژانویه، ۲۰۱۱ | ۱۶٫۳٪ (4th)       | ۱۷٫۷٪ (5th)       | ۱۴٫۹٪ (3rd)       | ۱۷٫۴٪ (3rd)       |
| ۹        | ۱ فوریه، ۲۰۱۱   | ۱۶٫۷٪ (3rd)       | ۱۸٫۳٪ (5th)       | ۱۴٫۹٪ (3rd)       | ۱۶٫۹٪ (4th)       |
| ۱۰       | ۷ فوریه، ۲۰۱۱   | ۱۷٫۶٪ (3rd)       | ۱۹٫۳٪ (3rd)       | ۱۶٫۷٪ (3rd)       | ۱۹٫۲٪ (3rd)       |
| ۱۱       | ۸ فوریه، ۲۰۱۱   | ۱۷٫۹٪ (3rd)       | ۱۹٫۳٪ (3rd)       | ۱۶٫۶٪ (3rd)       | ۱۹٫۳٪ (3rd)       |
| ۱۲       | ۱۴ فوریه، ۲۰۱۱  | ۱۶٫۷٪ (3rd)       | ۱۸٫۹٪ (3rd)       | ۱۵٫۸٪ (3rd)       | ۱۷٫۸٪ (3rd)       |
| ۱۳       | ۱۵ فوریه، ۲۰۱۱  | ۱۷٫۹٪ (3rd)       | ۲۰٫۱٪ (3rd)       | ۱۷٫۲٪ (3rd)       | ۲۰٫۱٪ (3rd)       |
| ۱۴       | ۲۱ فوریه، ۲۰۱۱  | ۱۷٫۶٪ (3rd)       | ۱۹٫۳٪ (3rd)       | ۱۶٫۴٪ (3rd)       | ۱۸٫۹٪ (3rd)       |
| ۱۵       | ۲۲ فوریه، ۲۰۱۱  | ۱۷٫۹٪ (3rd)       | ۱۹٫۵٪ (3rd)       | ۱۷٫۲٪ (3rd)       | ۱۹٫۷٪ (3rd)       |
| ۱۶       | ۲۸ فوریه، ۲۰۱۱  | ۱۷٫۲٪ (3rd)       | ۱۸٫۶٪ (3rd)       | ۱۸٫۲٪ (3rd)       | ۲۰٫۷٪ (3rd)       |
| میانگین  | میانگین         | ۱۵٫۷٪             | ۱۷٫۰٪             | ۱۴٫۹٪             | ۱۷٫۳٪             |
| قسمت‌ویژه | ۱ مارس، ۲۰۱۱    | ۱۲٫۲٪ (9th)       | ۱۳٫۶٪ (8th)       | ۱۲٫۱٪ (6th)       | ۱۴٫۴٪ (5th)       |

## جوایز و نامزدها
| سال  | مراسم                                          | عنوان جایزه                                 | گیرنده                                  | نتیجه    |
| ---- | ---------------------------------------------- | ------------------------------------------- | --------------------------------------- | -------- |
| ۲۰۱۱ | چهل و هفتمین مراسم اهدای جوایز هنری بکسانگ     | جایزه بهترین کارگردان جدید                  | لی ایونگ بوک                            | نامزدشده |
| ۲۰۱۱ | چهل و هفتمین مراسم اهدای جوایز هنری بکسانگ     | جایزه بهترین بازیگر مرد تازه‌کار             | کیم سو هیون                             | نامزدشده |
| ۲۰۱۱ | چهل و هفتمین مراسم اهدای جوایز هنری بکسانگ     | جایزه بهترین بازیگر مرد تازه‌کار             | جی وای پی                               | نامزدشده |
| ۲۰۱۱ | چهل و هفتمین مراسم اهدای جوایز هنری بکسانگ     | جایزه بهترین بازیگر زن تازه‌کار              | به سوزی                                 | نامزدشده |
| ۲۰۱۱ | چهل و هفتمین مراسم اهدای جوایز هنری بکسانگ     | جایزه محبوبیت، بازیگر مرد                   | کیم سو هیون                             | نامزدشده |
| ۲۰۱۱ | چهل و هفتمین مراسم اهدای جوایز هنری بکسانگ     | جایزه محبوبیت، بازیگر مرد                   | جی وای پارک                             | نامزدشده |
| ۲۰۱۱ | چهل و هفتمین مراسم اهدای جوایز هنری بکسانگ     | جایزه محبوبیت، بازیگر زن                    | به سوزی                                 | نامزدشده |
| ۲۰۱۱ | چهل و هفتمین مراسم اهدای جوایز هنری بکسانگ     | جایزه محبوبیت، بازیگر زن                    | آی یو                                   | نامزدشده |
| ۲۰۱۱ | چهل و هفتمین مراسم اهدای جوایز هنری بکسانگ     | جایزه محبوبیت، بازیگر زن                    | اون جونگ                                | نامزدشده |
| ۲۰۱۱ | چهارمین جشنواره اعطای جوایز درامای کره         | جایزه بهترین نویسنده                        | [پارک هه ریون]]                         | نامزدشده |
| ۲۰۱۱ | چهارمین جشنواره اعطای جوایز درامای کره         | جایزه بهترین بازیگر نقش مکمل مرد            | اوم کی جون                              | نامزدشده |
| ۲۰۱۱ | چهارمین جشنواره اعطای جوایز درامای کره         | جایزه بهترین بازیگر نقش مکمل زن             | لی یون جی                               | نامزدشده |
| ۲۰۱۱ | چهارمین جشنواره اعطای جوایز درامای کره         | جایزه بهترین بازیگر مرد تازه‌کار             | کیم سو هیون                             | برنده    |
| ۲۰۱۱ | چهارمین جشنواره اعطای جوایز درامای کره         | جایزه بهترین بازیگر زن تازه‌کار              | به سوزی                                 | نامزدشده |
| ۲۰۱۱ | چهارمین جشنواره اعطای جوایز درامای کره         | جایزه محبوبیت                               | کیم سو هیون                             | برنده    |
| ۲۰۱۱ | پنجمین مراسم اهدای جوایز برگزیده ۲۰ ام‌نت       | جایزه ستاره جدید داغ                        | به سوزی                                 | برنده    |
| ۲۰۱۱ | ششمین مراسم اهدای جوایز بین‌المللی درامای سئول  | جایزه بهترین سریال کوتاه                    | رؤیای بلند                              | نامزدشده |
| ۲۰۱۱ | سیزدهمین مراسم اهدای جوایز موسیقی شبکه آسیا    | جایزه بهترین او اس تی                       | "Someday" - آی یو                       | نامزدشده |
| ۲۰۱۱ | مراسم اهدای جوایز اس‌کی‌وای‌پرفکت‌تی‌وی             | جایزه دسانگ                                 | رؤیای بلند                              | برنده    |
| ۲۰۱۱ | مراسم اهدای جوایز اس‌کی‌وای‌پرفکت‌تی‌وی             | جایزه هالیو                                 | کیم سو هیون                             | برنده    |
| ۲۰۱۱ | پنجمین جشنواره بین‌المللی درام توکیو            | جایزه ویژه درام خارجی                       | رؤیای بلند                              | برنده    |
| ۲۰۱۱ | سومین باگ جوایز موسیقی                         | جایزه او اس تی سال                          | "My Valentine" - تکیون، نیکون و جی‌وای‌پی | برنده    |
| ۲۰۱۱ | جشنواره اهدای جوایز دراما کی‌بی‌اس               | جایزه بازیگر برتر نقش اول زن در سریال کوتاه | به سوزی                                 | نامزدشده |
| ۲۰۱۱ | جشنواره اهدای جوایز دراما کی‌بی‌اس               | جایزه بهترین بازیگر مرد تازه‌کار             | کیم سو هیون                             | برنده    |
| ۲۰۱۱ | جشنواره اهدای جوایز دراما کی‌بی‌اس               | جایزه بهترین بازیگر مرد تازه‌کار             | جی وای پی                               | نامزدشده |
| ۲۰۱۱ | جشنواره اهدای جوایز دراما کی‌بی‌اس               | جایزه بهترین بازیگر زن تازه‌کار              | به سوزی                                 | برنده    |
| ۲۰۱۱ | جشنواره اهدای جوایز دراما کی‌بی‌اس               | جایزه بهترین بازیگر زن تازه‌کار              | آی یو                                   | نامزدشده |
| ۲۰۱۱ | جشنواره اهدای جوایز دراما کی‌بی‌اس               | جایزه بهترین بازیگر نقش مکمل زن             | لی یون جی                               | برنده    |
| ۲۰۱۱ | جشنواره اهدای جوایز دراما کی‌بی‌اس               | جایزه بهترین بازیگر زن جوان                 | آن سئو هیون                             | نامزدشده |
| ۲۰۱۱ | جشنواره اهدای جوایز دراما کی‌بی‌اس               | جایزه محبوبیت                               | کیم سو هیون                             | برنده    |
| ۲۰۱۱ | جشنواره اهدای جوایز دراما کی‌بی‌اس               | جایزه محبوبیت                               | به سوزی                                 | نامزدشده |
| ۲۰۱۱ | جشنواره اهدای جوایز دراما کی‌بی‌اس               | جایزه بهترین زوج                            | کیم سو هیون و به سوزی                   | برنده    |
| ۲۰۱۱ | جشنواره اهدای جوایز دراما کی‌بی‌اس               | جایزه بهترین زوج                            | اوک تکیون و به سوزی                     | نامزدشده |
| ۲۰۱۱ | جشنواره اهدای جوایز دراما کی‌بی‌اس               | جایزه بهترین زوج                            | وویونگ و آی یو                          | نامزدشده |
| ۲۰۱۱ | مراسم اهدای جوایز موسیقی دیجیتال کی وورد       | جایزه آهنگ ماه (فوریه)                      | "Dreaming" - کیم سو هیون                | برنده    |
| ۲۰۱۲ | مراسم اهدای جوایز رز دی‌اور                     | جایزه گلدن رز (کودکان و نوجوانان)           | رؤیای بلند                              | برنده    |
| ۲۰۱۲ | هفتمین مراسم اهدای جوایز بین‌المللی درامای سئول | جایزه درام برجسته کره ای                    | رؤیای بلند                              | نامزدشده |
| ۲۰۱۲ | هفتمین مراسم اهدای جوایز بین‌المللی درامای سئول | جایزه بازیگر برجسته کره ای                  | به سوزی                                 | نامزدشده |
| ۲۰۱۳ | جشنواره اهدای جوایز یواس تی وی استیودنتس چویز  | جایزه بهترین اپرا سوپ خارجی                 | رؤیای بلند                              | برنده    |

## پخش بین‌المللی
- ژاپن: تی‌بی‌اس[۱۷] - ۲۹ ژوئیه ۲۰۱۱
- ویتنام: اچ‌تی‌وی۲
- مالزی: ۸تی‌وی
- اندونزی: اندوزیار و آر تی‌وی
- سنگاپور: ای سیتی
- قزاقستان: ال آرنا / خبر
- شیلی: ای‌تی‌سی… تی‌وی
- پرو: تلویزیون پانامریکانا
- تایوان: ایتی‌تی‌وی وریتی
- فیلیپین: ای‌بی‌اس-سی‌بی‌ان
- ترکیه: تی‌آرتی اوکیول - ۱۴ ژانویه تا ۳ مارس ۲۰۱۲
- تایلند: سی‌اچ۷
- رومانی: کانال تلویزیونی هپی
- خاورمیانه: ام‌بی‌سی۴–۵ اوت ۲۰۱۳[۱۸]
- ایتالیا: سوپر! - ۱ سپتامبر تا ۱۶ اکتبر ۲۰۱۳[۱۹]

## اقتباس
این درام در یک صحنه نمایش موزیکال ژاپنی اقتباس شده‌است که ناناکا کوبایاشی از گروه برایت و یویا ماتسوشیتا به ترتیب نقش‌های گو هه می و سونگ سم دونگ را بازی کردند. این برنامه از ۳ تا ۲۰ ژوئیه ۲۰۱۲ در تئاتر ملی توکیو اجرا شد که توسط "رؤیای بلند": کمیته تولید موزیکال (ミュージカル「ドリームハイ」製作委員会) که متشکل از تی‌بی‌اس، ایوکس لایو کریتیو، نلکا پلنینگ و لاوسون اچ‌ام‌وی اینترتیمنت تولید شده بود.
پس از انتشار کتاب ساخت ویژه رؤیای بلند در فوریه ۲۰۱۱ که حاوی داستان‌ها و عکس‌های پشت صحنه و همچنین مصاحبه‌های ویژه با بازیگران نمایش بود، یک «رمان تصویری» دو جلدی نیز منتشر شد که هنوز هم بریده‌هایی از این درام به‌طور برجسته نمایان شده‌است.

## فصل۲
سریال رؤیای بلند۲ یک سال بعد با بازیگران دیگری پخش شد که کانگ سورا، جی‌بی و جین یونگ از گات‌سون، جین وون از توای‌ام، جی یون از تی آرا ،هیولین از سیستار، آیلی و پارک سو جون بازیگران فصل دوم این درام بودند.

## ارتباط با سریال تو از ستاره‌ها اومدی
فاش شده‌است که رؤیای بلند در جهان به عنوان یکی از معروف‌ترین درام‌های کره‌ای است، به طوری که در قسمت ۱۷ از سریال تو از ستاره‌ها اومدی، به سوزی به عنوان مهمان و در نقش گو هه می (شخصیت اصلی در سریال رؤیای بلند) حضور دارد که همان شخصیت گو هه می را بازی می‌کند.